# Сілезький шаховий конгрес
Перший Сілезький шаховий конгрес відбувся 1922 року. Коли Німецька шахова федерація (Deutscher Schachbund) розпочала роботу 1877 року, було небагато місцевих шахових федерацій. 19 вересня 1877 року засновано Шахову асоціацію Бреслау (Breslauer Schachverein). Одним із засновників був Теодор фон Шеве. У зустрічах 1895 року в Герліці і 1899 року в Лейніці взяли участь здебільшого сілезькі клуби. Наприкінці 1908 року бреславські клуби Anderssen і Morphy вирішили заснувати Шахову федерацію Східної Німеччини (Ostdeutscher Schachverband).
1922 року засновано нову Сілезьку шахову федерацію (Schlesischer Schachverband), яка провела велику кількість шахових конгресів до 1939 року. Члени цієї федерації (Oberschlesischer Schachverband, Groß-Breslauer Schachverband) і Німецької шахової федерації в Чехословаччині (Deutscher Schachverband in der Tschechoslowakei), грали в обопільних чемпіонатах.
Коли 1933 року нацисти прийшли до влади Гайнц Йозеф Вердер втратив роботу, оскільки був євреєм, і переїхав до Риги (Латвія). 1934 року він емігрував до Британського мандату в Палестині, де змінив ім'я на Йозеф Порат. У квітні 1935 року поділив 3-5-те місця в Тель-Авіві (2-га Маккабіада, переміг - Абрам Бласс).

## Переможці
| #  | Рік  | Місто          | Переможець                  | Коментар                                        |
| -- | ---- | -------------- | --------------------------- | ----------------------------------------------- |
| 1  | 1922 | Найссе         | Германн Тілен               | Тілен випередив Крамера                         |
| 2  | 1923 | Бейтен         | Адольф Крамер               | Крамер виграв плей-оф проти Ертельта            |
| 3  | 1924 | Бад-Зальцбрунн | Вальтер Бергман             | Бергман виграв плей-оф проти Крамера            |
| 4  | 1925 | Бреслау        | Отто Рюстер                 | проходив разом з 24-м Конгресом НШС             |
| 5  | 1926 | Бад-Альтейде   | Готліб Махате               | Виграв Фрідріх Земіш (поза конкурсом)           |
| 6  | 1927 | Гливиці[5]     | Людвіг Шмітт                | Шмітт здобув більше додаткових очок, ніж Вердер |
| 7  | 1928 | Райхенбах      | Готліб Махате               |                                                 |
| 8  | 1929 | Бад-Вармбрунн  | Вальтер Бергман             |                                                 |
| 9  | 1930 | Бреслау        | Гайнц Вердер                | Вердер випередив Рудольфа Пітшака               |
| 10 | 1931 | Бад-Зальцбрунн | Гайнц Вердер, Готліб Махате |                                                 |
| 11 | 1932 | Ратибор        | Гайнц Вердер                |                                                 |
| 12 | 1933 | Бад-Зальцбрунн | Людвіг Шмітт                | Шмітт випередив Карла Ауеса                     |
| 13 | 1934 | Оттмахау       | Людвіг Шмітт                |                                                 |
| 14 | 1937 | Бейтен         | Готліб Махате               |                                                 |
| 15 | 1938 | Лейгніц        | Дітріх Дум                  |                                                 |
| 16 | 1939 | Бад-Вармбрунн  | Еріх Вайнічке               | Вайнічке виграф пле-оф проти Гекера             |